# Waldburg (Waldbeuren)
Die Waldburg ist eine abgegangene Burg in der Nähe von Waldbeuren, einem Ortsteil der Gemeinde Ostrach im Landkreis Sigmaringen in Baden-Württemberg.
Die heute nicht mehr lokalisierbare Waldburg wurde 1283 als „castrum dictum Waltpurch“ genannt. Von der ehemaligen Burganlage ist nichts erhalten.